# ITV News
ITV News is de merknaam van de nieuwsprogramma's die worden uitgezonden op ITV1 in het Verenigd Koninkrijk. De programma's worden geproduceerd door ITN, een bedrijf dat ook nieuwsprogramma's levert aan Channel 4 en More4.
Bedrijven: ITV plc · SMG plc · UTV Media plc · Channel Television Ltd · GMTV Ltd · Talpa Media
Televisiekanalen: ITV (en regionale varianten) · ITV2 · ITV3 · ITV4 · Men & Motors
Samenwerkingsverbanden: UTV · STV · GMTV · CITV
Overige: ITV News